# 尧山镇 (鲁山县)
尧山镇，是中华人民共和国河南省平顶山市鲁山县下辖的一个乡镇级行政单位。

## 行政区划
尧山镇下辖以下地区：
尧山村、霍庄村、西竹园村、下坪村、四道河村、桃林村、上坪村、下沟村、贾店村、新庄村、木庙村、想马河村、下河村、关帝庙村、坡根村、马公店村、凉水泉村、灶君庙村、大庄村、东竹园村、营盘沟村和铁匠炉村。